# 市场社会主义
市场社会主义（英語：Market socialism）是一种经济体系，涉及市场经济框架下生产资料的公有制、 合作社或社会所有制。市场社会主义与非市场社会主义的区别在于其市场机制被用于分配资本品的和生产资料。  根据市场社会主义的具体模式，社会所有的企业产生的利润（即没有重新投入到扩大公司净收入或由私人企业主用于个人消费）能够以各种方式直接报酬给雇员，作为公共财政来源或者以社会红利分配给人民。
市场社会主义与混合经济的概念不同，因为与混合经济不同，市场社会主义模式是一种完整并具有自我调节系统的模式。 市场社会主义也与资本主义市场经济体内实施的社会民主政策不同：社会民主主义旨在通过税收、补贴和社会福利计划等政策措施实现更大的经济稳定和平等，而市场社会主义旨在通过改变企业所有权和管理模式实现类似目标 。

## 理论历史
虽然自19世纪初以来一直存在涉及由社会所有要素市场的经济提议，但“市场社会主义”一词仅首次出现在20世纪20年代的社会主义计算争论中。 当代市场社会主义源于社会主义经济学家在20世纪早期到中期的社会主义计算辩论中，他们认为社会主义经济既不能在经济计算问题上发挥作用，也不能通过求解经济协调的联立方程组来实现， 并且得出结论：在社会主义经济中需要资本市场。
早期的的市场社会主义模式可以追溯到亚当·斯密的古典经济学理论，其中包括建议合作社企业的工作在一个自由市场经济中建立合作企业。 这些建议的目标是通过允许个人的按劳分配消除剥削，同时消除由少数个人大量所有社会财富造成的市场扭曲效应。 市场社会主义的在其提倡者是李嘉图社会主义经济学家和互惠（学派）哲学家。 在20世纪早期，奥斯卡兰格和阿勒纳所概述了一种新古典主义模式的社会主义，其中包括由中央规划局(CPB)在定价时等于边际成本以实现帕累托效率。 虽然这些早期的模式没有依靠真正的市场，但他们都被标记为"市场社会主义"，因为他们利用了财务价格和计算。 在美国新古典经济学家提出的最新模型中，生产资料的公有制是通过股权的股东权益和投资的社会控制来实现的。

## 实例
白俄罗斯的经济体系被描述为市场社会主义。亦有学者如索尔·埃斯特林（Saul Estrin）以及米莉卡·乌瓦利克（Milica Uvalic）认为南斯拉夫社会主义联邦共和国曾实行市场社会主义经济。

## 批評
擁護馬克思主義的經濟學家伯特尔·奥尔曼曾經撰文宣稱市場社會主義無法消除對市場的神秘化這一現象，由於市場經濟體制仍然存在，因此即使企業是由勞動者所管理的，這些勞動者仍然必須像資本家那樣致力於增加利潤，但由於在市場社會主義主導下，企業必須考慮到其他勞動者的利益，因此會使企業的經營變得更加困難，結果所產生的效果比資本主義所發揮的作用還要差劣很多，最後伯特尔總結道市場必須要被消除才能解決這些問題。
希腊共产党认为市场社会主义是一种资本主义而非社会主义。希腊共产党认为所谓的“市场社会主义”否定了生产资料社会化和中央调控，促进了资本主义企业的经济活动，以逐利为原则实现对工人阶级的合法剥削。希腊共产党迫切呼吁各共产党和工人党承担起责任，公开地讨论“市场社会主义”的问题。